# Paluel
Pour l’article ayant un titre homophone, voir Palluel.
Ne doit pas être confondu avec la commune de Palluel dans le Pas-de-Calais.
Paluel est une commune française située dans le département de la Seine-Maritime en région Normandie.
Elle est connue pour accueillir sur son territoire la centrale nucléaire de Paluel.

## Géographie

### Description
Commune rurale, Paluel est située entre Cany-Barville et Saint-Valery-en-Caux, dans le pays de Caux.
Le village est situé dans la partie aval de la vallée de la Durdent. Le territoire communal s'étend essentiellement à l'est du fleuve et comprend plusieurs hameaux : Janville, Conteville et Bertheauville.
Au nord, la commune possède une façade maritime marquée par les falaises de craies caractéristiques du pays de Caux et, occupée dans sa partie orientale par le  site nucléaire de Paluel. Contrairement à sa voisine Veulettes-sur-Mer, Paluel n'a pas de plage aménagée.

### Communes limitrophe
Les communes limitrophes sont Canouville, Malleville-les-Grès, Saint-Riquier-ès-Plains, Saint-Sylvain, Veulettes-sur-Mer et Vittefleur.
| Veulettes-sur-Mer   | Manche     |                         |
| Malleville-les-Grès | Paluel     | Saint-Sylvain           |
| Canouville          | Vittefleur | Saint-Riquier-ès-Plains |

### Hydrographie
La commune est située dans le bassin Seine-Normandie. Elle est drainée par la Durdent,.
La Durdent, d'une longueur de 25 km, prend sa source dans la commune de Héricourt-en-Caux et se jette dans la Manche en limite des communes de Paluel et de Veulettes-sur-Mer, après avoir traversé onze communes. Les caractéristiques hydrologiques de la Durdent sont données par la station hydrologique située sur la commune de Vittefleur. Le débit moyen mensuel est de 3,82 m3/s. Le débit moyen journalier maximum est de 15,8 m3/s, atteint lors de la crue du 30 janvier 1995. Le débit instantané maximal est quant à lui de 18,8 m3/s, atteint le 26 décembre 1999.
Un plan d'eau complète le réseau hydrographique : Prairies sous Paluel (0,99 ha),.

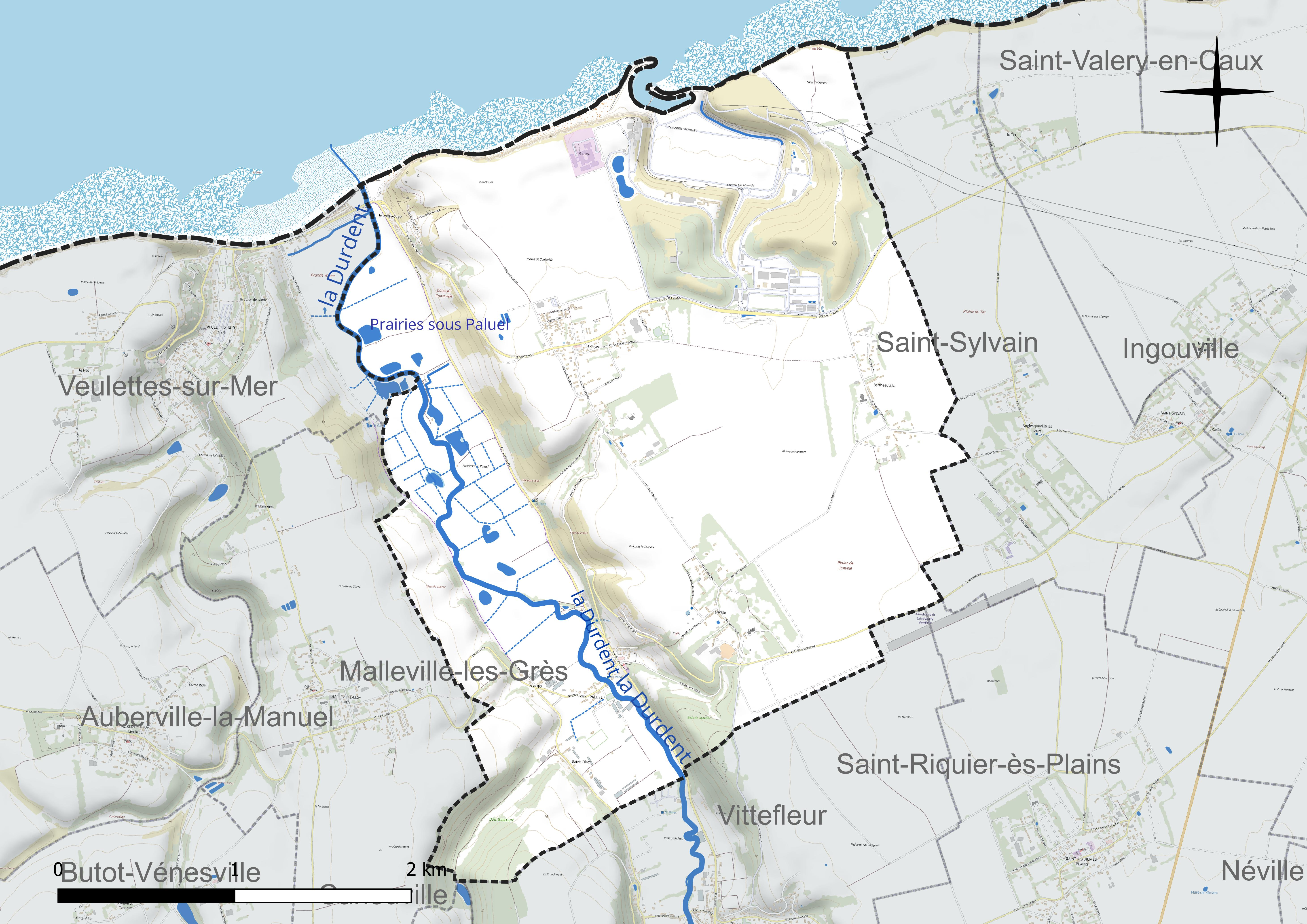
Réseau hydrographique de Paluel.

### Climat
Pour des articles plus généraux, voir Climat de la Normandie et Climat de la Seine-Maritime.
En 2010, le climat de la commune est de type climat océanique franc, selon une étude du CNRS s'appuyant sur une série de données couvrant la période 1971-2000. En 2020, Météo-France publie une typologie des climats de la France métropolitaine dans laquelle la commune est exposée à un climat océanique et est dans la région climatique Côtes de la Manche orientale, caractérisée par un faible ensoleillement (1 550 h/an) ; forte humidité de l’air (plus de 20 h/jour avec humidité relative > 80 % en hiver), vents forts fréquents. Parallèlement le GIEC normand, un groupe régional d’experts sur le climat, différencie quant à lui, dans une étude de 2020, trois grands types de climats pour la région Normandie, nuancés à une échelle plus fine par les facteurs géographiques locaux. La commune est, selon ce zonage, exposée à un « climat maritime », correspondant au Pays de Caux, frais, humide et pluvieux, légèrement plus frais que dans le Cotentin.
Pour la période 1971-2000, la température annuelle moyenne est de 10,7 °C, avec une amplitude thermique annuelle de 13 °C. Le cumul annuel moyen de précipitations est de 865 mm, avec 12,8 jours de précipitations en janvier et 8,3 jours en juillet. Pour la période 1991-2020, la température moyenne annuelle observée sur la station météorologique la plus proche, située sur la commune d'Ectot-lès-Baons à 25 km à vol d'oiseau, est de 10,8 °C et le cumul annuel moyen de précipitations est de 905,5 mm,. Pour l'avenir, les paramètres climatiques de la commune estimés pour 2050 selon différents scénarios d'émission de gaz à effet de serre sont consultables sur un site dédié publié par Météo-France en novembre 2022.

### Milieux naturels et biodiversité
La commune fait partie, au même titre que Veulettes-sur-Mer et Malleville-les-Grès, de la zone naturelle d'intérêt écologique, faunistique et floristique (ZNIEFF) de type 1 dénommée Basse vallée de la Durdent.

## Urbanisme

### Typologie
Au 1er janvier 2024, Paluel est catégorisée commune rurale à habitat dispersé, selon la nouvelle grille communale de densité à sept niveaux définie par l'Insee en 2022.
Elle est située hors unité urbaine. Par ailleurs la commune fait partie de l'aire d'attraction de Saint-Valery-en-Caux, dont elle est une commune de la couronne,. Cette aire, qui regroupe 17 communes, est catégorisée dans les aires de moins de 50 000 habitants,.
La commune, bordée par la Manche, est également une commune littorale au sens de la loi du 3 janvier 1986, dite loi littoral. Des dispositions spécifiques d’urbanisme s’y appliquent dès lors afin de préserver les espaces naturels, les sites, les paysages et l’équilibre écologique du littoral, tel le principe d'inconstructibilité, en dehors des espaces urbanisés, sur la bande littorale des 100 mètres, ou plus si le plan local d’urbanisme le prévoit.

### Habitat et logement
En 2018, le nombre total de logements dans la commune était de 298, alors qu'il était de 283 en 2013 et de 263 en 2008.
Parmi ces logements, 63 % étaient des résidences principales, 31,8 % des résidences secondaires et 5,2 % des logements vacants. Ces logements étaient pour 81 % d'entre eux des maisons individuelles et pour 3,1 % des appartements.
Le tableau ci-dessous présente la typologie des logements à Paluel en 2018 en comparaison avec celle de la Seine-Maritime et de la France entière. Une caractéristique marquante du parc de logements est ainsi une proportion de résidences secondaires et logements occasionnels (31,8 %) très supérieure à celle du département (3,9 %) et à celle de la France entière (9,7 %). Concernant le statut d'occupation de ces logements, 59,3 % des habitants de la commune sont propriétaires de leur logement (59,2 % en 2013), contre 53 % pour la Seine-Maritime et 57,5 % pour la France entière.
| Typologie                                               | Paluel | Seine-Maritime | France entière |
| ------------------------------------------------------- | ------ | -------------- | -------------- |
| Résidences principales (en %)                           | 63     | 88             | 82,1           |
| Résidences secondaires et logements occasionnels (en %) | 31,8   | 3,9            | 9,7            |
| Logements vacants (en %)                                | 5,2    | 8,1            | 8,2            |

## Toponymie
Le nom de la localité est attesté sous la forme Paluellus vers 1025.
Du mot de la langue d'oïl palu(d), « marais ». Situé dans la partie aval de la vallée de la Durdent, on peut supposer, avec comme seul indice la localisation du toponyme actuel, que la paroisse de Paluel aurait pu s'étendre sur l'emplacement des polders desséchés à la fin du XIXe siècle au nord-est du marais.

## Histoire
|  |  |  |

La carte de Cassini ci-contre montre qu'au milieu du XVIIIe siècle, Paluel est un village avec une église située sur la rive droite de la Durdent.
Au nord Conteville est également une paroisse indépendante. Cette commune a été rattachée à Paluel un peu avant 1820.
Quatre hameaux, qui existent encore de nos jours, figurent sur la carte : Guerpy sur la rive gauche, puis Bertheauville, Val aux Loups et Notre-Dame de Janville sur la rive droite, dont la chapelle a disparu aujourd'hui.
Au nord, près de l'embouchure de la Durdent, est représenté un bâtiment sans nom. Sur le  plan de 1660, ce bâtiment est dénommé claquedent ; ce terme désignait à l'époque une maison de prostitution.
Cet endroit, site balnéaire de nos jours, se nomme « le Pont Rouge ».
À l'ouest est représenté le château d'Anglesqueville-les-Murs qui est sur la commune de Saint-Sylvain.
Au XIIe siècle, Paluel et Vittefleur ne forment qu'une seule paroisse.
Durant la Seconde Guerre mondiale, la commune a subi plusieurs bombardements pendant l'été 1944.

## Politique et administration

### Rattachements administratifs et électoraux

#### Rattachements administratifs
La commune se trouve depuis 1926 dans l'arrondissement de Dieppe du département de la Seine-Maritime.
Elle faisait partie depuis 1793 du canton de Cany-Barville. Dans le cadre du redécoupage cantonal de 2014 en France, cette circonscription administrative territoriale a disparu, et le canton n'est plus qu'une circonscription électorale.

#### Rattachements électoraux
Pour les élections départementales, la commune fait partie depuis 2014 du canton de Saint-Valery-en-Caux.
Pour l'élection des députés, elle fait partie de la dixième circonscription de la Seine-Maritime.

### Intercommunalité
Paluel est membre fondateur de la communauté de communes de la Côte d'Albâtre, un établissement public de coopération intercommunale (EPCI) à fiscalité propre créé  initialement en 2001 et auquel la commune avait transféré un certain nombre de ses compétences, dans les conditions déterminées par le code général des collectivités territoriales.
Cette intercommunalité est issue de la transformation de l'ancien District de la région de Paluel.

### Liste des maires
| Période                                  | Période                   | Identité              | Étiquette | Qualité                                                                        |
| ---------------------------------------- | ------------------------- | --------------------- | --------- | ------------------------------------------------------------------------------ |
| Les données manquantes sont à compléter. |                           |                       |           |                                                                                |
|                                          |                           |                       |           |                                                                                |
| avant 1820                               |                           | Jean Auvray           |           |                                                                                |
|                                          |                           |                       |           |                                                                                |
| 1893                                     | 1899                      | Gustave Rousée        |           | Conseiller d'arrondissement puis conseiller général du canton de Cany-Barville |
| 1902                                     | 1904                      | Henry de Sancy        |           |                                                                                |
| 1911                                     |                           | Lesueur               |           |                                                                                |
| 1920                                     | 1939                      | Louis Le Bourgeois    |           |                                                                                |
| 1939                                     | 1944                      | Étienne-Pierre Robert |           | Mort le 19 mai 1944 à Dieppe                                                   |
|                                          |                           |                       |           |                                                                                |
| 1962                                     |                           | Bellest               |           |                                                                                |
|                                          |                           |                       |           |                                                                                |
| 1995                                     | 2006                      | Maurice Bellest       |           | Agriculteur                                                                    |
| juin 2006                                | 2014                      | Bernard Piednoël      |           | Retraité                                                                       |
| 2014                                     | juillet 2020              | Jean Bugeon           |           |                                                                                |
| juillet 2020,                            | En cours (au 6 juin 2023) | Didier Gaston         |           | Technicien                                                                     |

## Population et société

### Démographie
L'évolution du nombre d'habitants est connue à travers les recensements de la population effectués dans la commune depuis 1793. Pour les communes de moins de 10 000 habitants, une enquête de recensement portant sur toute la population est réalisée tous les cinq ans, les populations de référence des années intermédiaires étant quant à elles estimées par interpolation ou extrapolation. Pour la commune, le premier recensement exhaustif entrant dans le cadre du nouveau dispositif a été réalisé en 2004.

En 2022, la commune comptait 385 habitants, en évolution de −13,48 % par rapport à 2016 (Seine-Maritime : +0,35 %, France hors Mayotte : +2,11 %).
| 1793 | 1800 | 1806 | 1821 | 1831 | 1836 | 1841 | 1846 | 1851 |
| ---- | ---- | ---- | ---- | ---- | ---- | ---- | ---- | ---- |
| 730  | 775  | 705  | 762  | 752  | 798  | 807  | 819  | 790  |

| 1856 | 1861 | 1866 | 1872 | 1876 | 1881 | 1886 | 1891 | 1896 |
| ---- | ---- | ---- | ---- | ---- | ---- | ---- | ---- | ---- |
| 765  | 755  | 690  | 638  | 647  | 572  | 588  | 537  | 487  |

| 1901 | 1906 | 1911 | 1921 | 1926 | 1931 | 1936 | 1946 | 1954 |
| ---- | ---- | ---- | ---- | ---- | ---- | ---- | ---- | ---- |
| 502  | 466  | 499  | 416  | 430  | 429  | 487  | 430  | 415  |

| 1962 | 1968 | 1975 | 1982 | 1990 | 1999 | 2004 | 2006 | 2009 |
| ---- | ---- | ---- | ---- | ---- | ---- | ---- | ---- | ---- |
| 410  | 389  | 364  | 443  | 383  | 416  | 425  | 446  | 461  |

| 2014 | 2019 | 2022 | - | - | - | - | - | - |
| ---- | ---- | ---- | - | - | - | - | - | - |
| 454  | 407  | 385  | - | - | - | - | - | - |

## Culture locale et patrimoine

### Lieux et monuments
- Centrale nucléaire de Paluel.
- Château de Janville et son colombier[28],  Inscrit MH (1975)[29].
- Chapelle Notre-Dame de Janville[30],  Classé MH (1943).
- Château de Bertheauville[31]. Ce château a appartenu à la famille Rigoult de Fennemare. Ferronneries de Ferdinand Marrou et sculptures de Jean-Baptiste Foucher réalisées entre 1887 et 1890[32].
- Église Saint-Martin[33].
- Église Saint-Pierre[34] (hameau de Conteville).

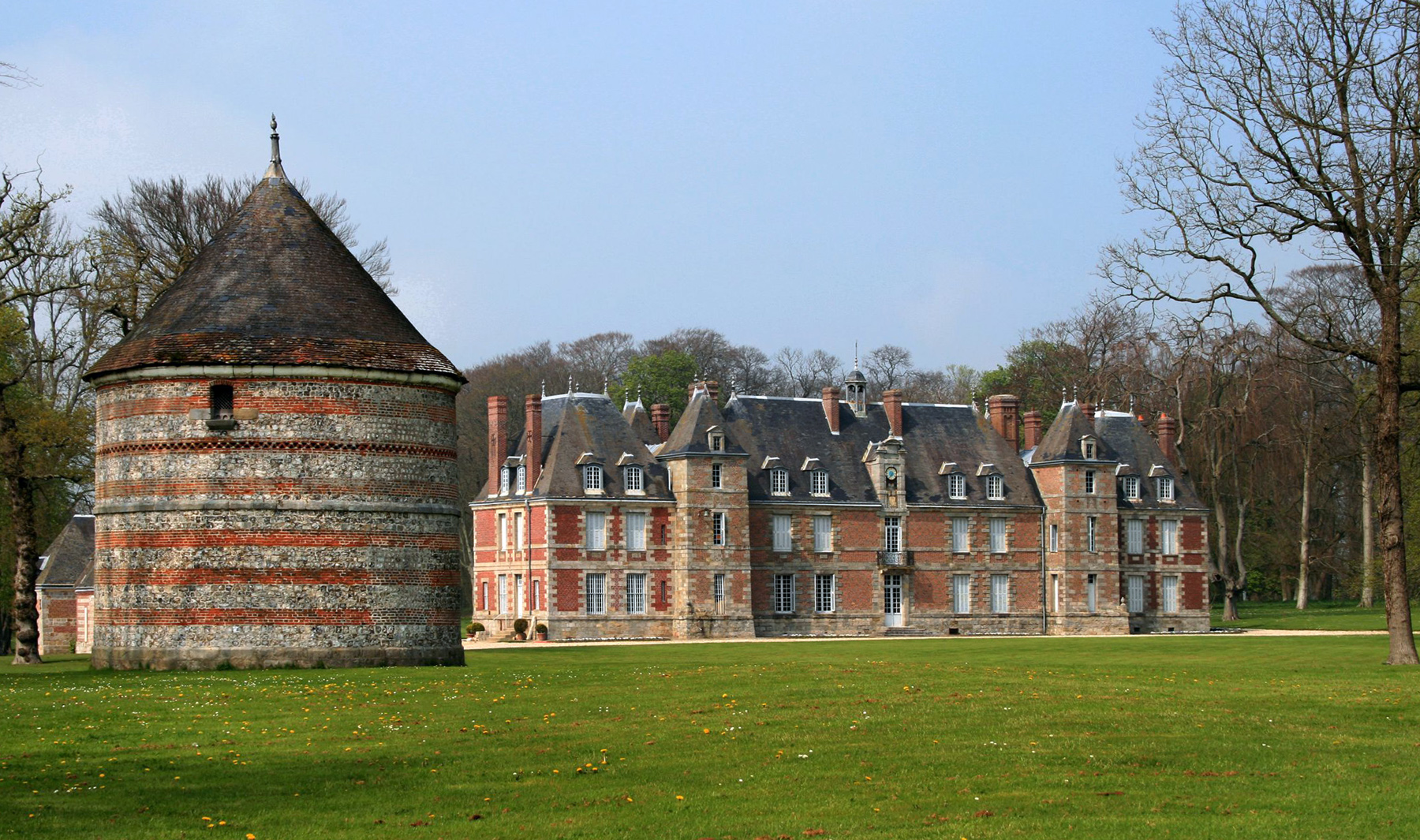
Le château, parc et colombier, Inscrit MH (1975).
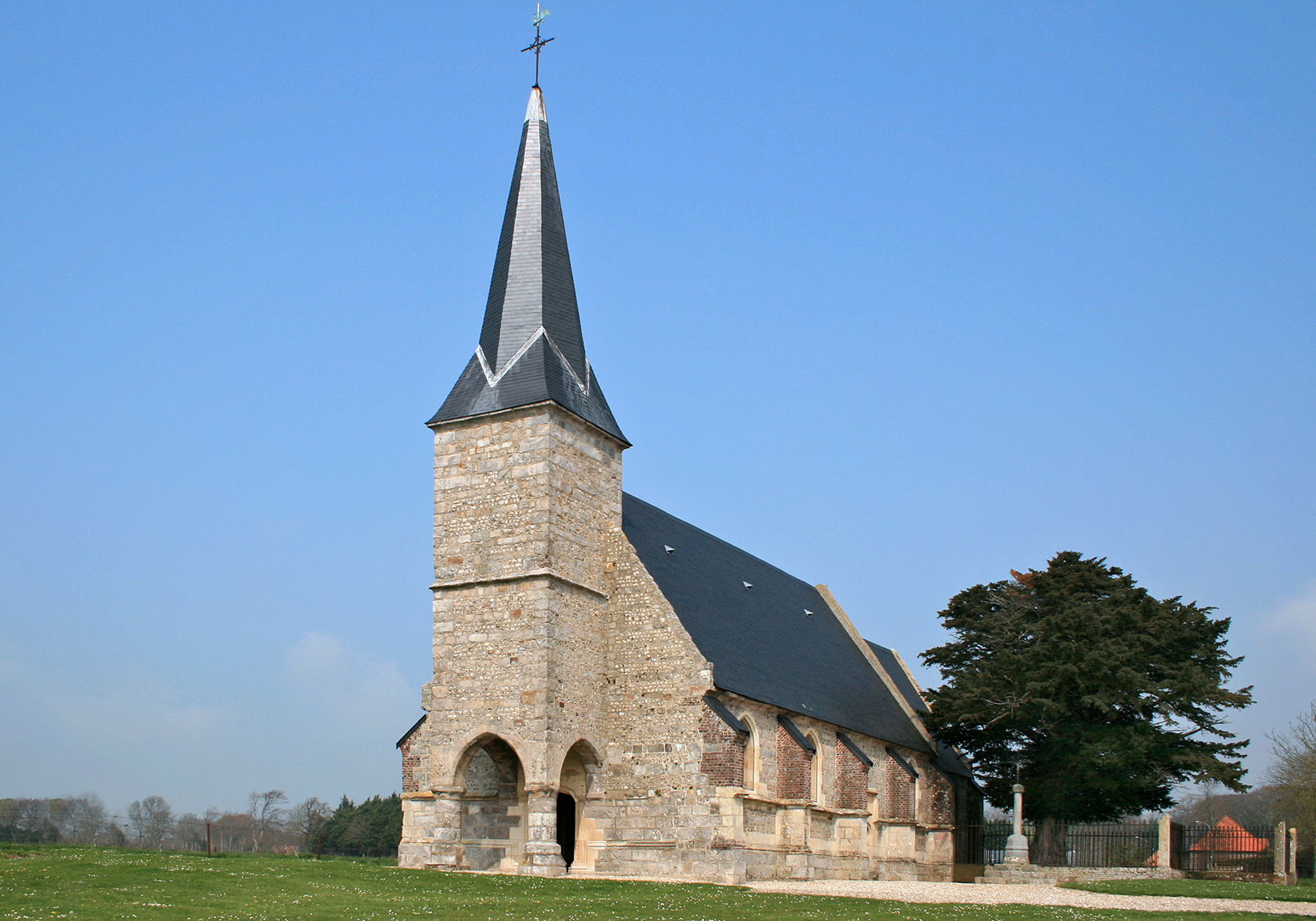
Chapelle Notre-Dame, Classé MH (1943).
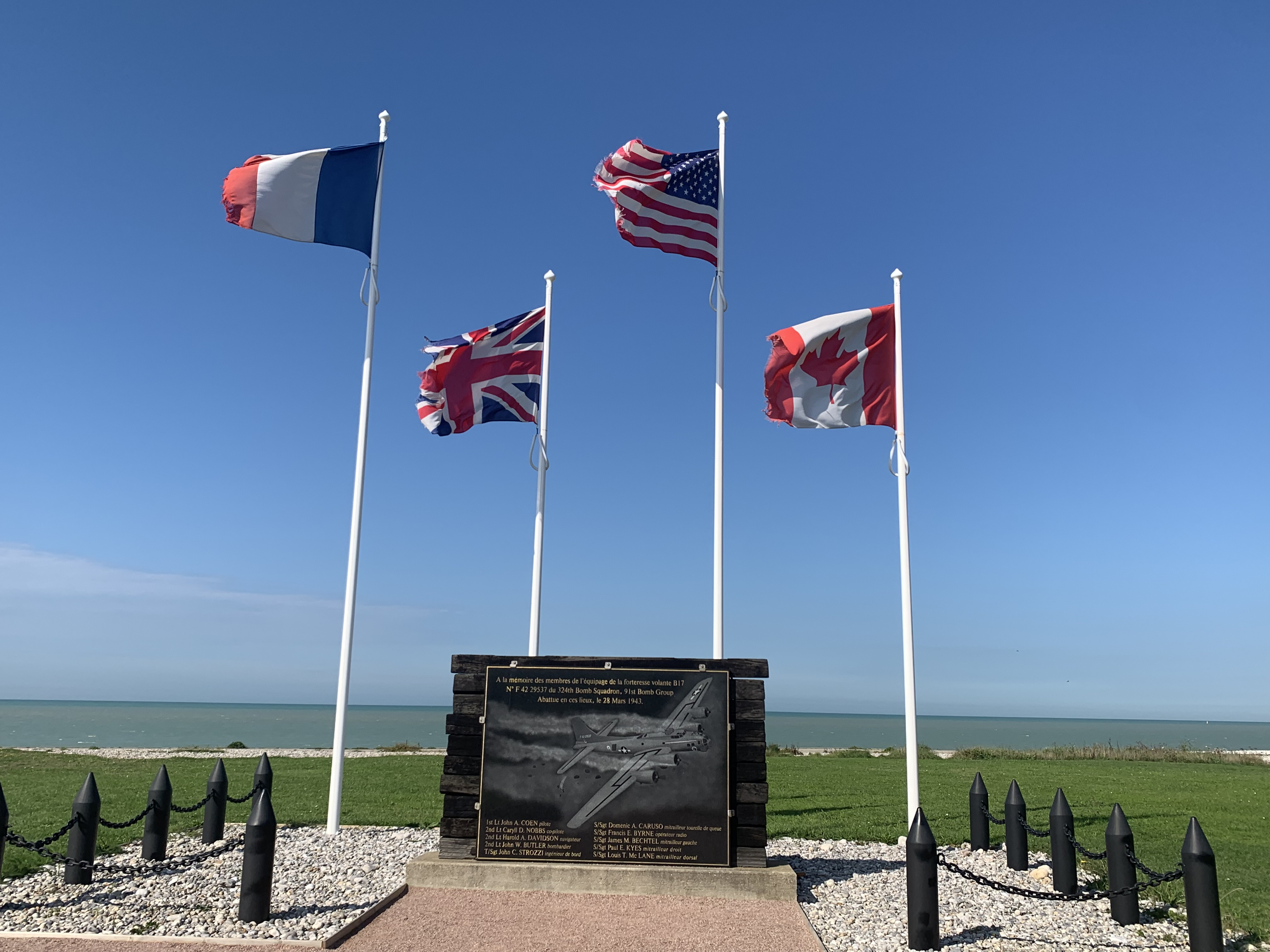
Stèle commémorative du B-17, dans le quartier de Pont rouge.

### Héraldique
| Blason de Paluel | Blason  | D’or au gousset d’azur chargé en chef de deux truites d’argent en fasce l’une sur l’autre et en pointe d’un bouquet de roseaux du même ; accompagné à dextre d’un symbole du noyau nucléaire à trois orbites d’électrons de sable brochant sur un éclair au trait de sable rempli d’argent ; à senestre de trois châteaux couverts au trait de sable, essorés, ouverts et ajourés aussi de sable. |
| Blason de Paluel | Détails | Création de Denis Joulain, adoptée par délibération municipale le 16 octobre 2015. |

## Pour approfondir